# MASSIVE ACTION GAME
『MASSIVE ACTION GAME (MAG)』（マッシブ アクション ゲーム）は、ジッパーインタラクティブが開発し、ソニー・コンピュータエンタテインメントより2010年1月28日に発売されたPlayStation 3専用ゲームソフト。

## 概要
リアリティーある近未来と民間軍事会社という世界設定に、「戦略」、「スキル」の融合、豊富なカスタマイズ性、新しいサーバーアーキテクチャを駆使し、画期的なマルチプレイヤー体験と最大256人による対戦を特徴としている。
他のFPS作品と違い、本作はオンライン専用ソフトウェアであり、多くのFPS作品に登場する物語性を軸に置いたキャンペーンモードが存在しない。オンライン対戦にはPlayStation Networkを利用し、同一サーバ内で全世界のプレイヤーと腕を競う事になる。
無料体験版が2011年3月3日からPlayStation Storeで配信された。2014年1月28日をもってオンラインサービスの終了が告知され、オンラインモードしかないため実質的にゲームサービスは完全に終了となった。
256人対戦というスケールの大きな戦闘システムのため、続編を希望するファンも少なくないが、制作会社はすでに閉鎖されているため現状において続編の予定はない。

## ストーリー
国家同士の戦争が終結し、PMCと呼ばれる傭兵企業が国家の代理戦争を繰り広げるようになった近未来。戦争という巨大なビジネスによって成長を遂げたPMCはやがて己の権益を守り、また更なる利益を得るための潰し合いを始め3社が生き残った。プレイヤーは3つのPMCのうち、どれか一つの企業を選択し、代理戦争の契約の覇権を得るため他のPMCと戦う事になる。それらは表立って報道されることの無い影の戦争、「シャドー戦争」と呼ばれる。

## 登場するPMC

### RAVEN（レーヴン工業）
オーストリアに本社を置く傭兵企業。モットーは「金で買える最高の軍隊」。統制されたハイテク志向のレーヴンは疑似訓練と効率で競合他社との差を付ける。ハイテクを駆使した最新鋭の武器と防具を身に纏い、威嚇するかのような近未来的な見た目である。もっとも優秀な兵士の中からさらに飛び抜けた人材しか採用せず、選び抜かれた兵士は世界最高の傭兵軍団であるという自負を持っている。イメージカラーは青。

### S.V.E.R.（セイバー）
中央アジアに本社を置く傭兵企業。正式な社名はSERYI VOLK EXECUTIVE RESPONSE。モットーは「兵士たる者は野望高き持て」。“ビッグ・スリー”の中では新参者の企業で、正式な軍事会社になったのも最近である。セイバーは元軍人から民間人まで幅広く採用していて、噂では犯罪歴のある者も採用しているらしい。見た目から武器や戦術まで型破りなセイバーは、恐怖や畏怖を与えるような手段も取りそのイメージも利用する。イメージカラーは橙。

### VALOR（株式会社ベイラー）
アメリカ合衆国、アラスカに本社を置く傭兵企業。モットーは「適応。進化。克服」。2007年に元米軍士官の団体によって設立されたベイラーは、アラスカを拠点とする民間軍事会社である。特殊兵出身者から組織されるベイラーは“国家安全と平和には規律と犠牲が必要不可欠”という信念を持っている。大胆かつ勇敢だが、柔軟性も持ち合わせている。兵士としての掟を重んじる分、ルールに縛られない敵に対して、不利な状況に陥ってしまうことが多い。イメージカラーは緑。

## ゲーム内容
本作は拠点制圧を巡る占領戦で勝敗が決まるため、いかに大人数が意思疎通して行動、目的を達成するかが戦局を左右する。そのため、本作にはプレイヤー同士が自然と共闘し合えるようにいくつかの特徴的なシステムが導入されている。
リスポーン（復活）制度と蘇生制度
本作では死亡後すぐに復活できず、死亡したプレイヤーはPMC毎に固定された20秒サイクルで戦場にリスポーンする。運がよければ死亡しても数秒で復活できる場合もあるが、タイミング次第では20秒近い待ち時間が発生するため、戦線を維持する為には後述の蘇生が重要になる。
プレイヤーがダメージによって体力がゼロになった場合、すぐには死亡扱いにならず、死亡まで行動不能となる時間が発生する。この間に味方から回復キットを使用してもらうと戦場後方からのリスポーンではなく、即座にその場に復帰が可能になる。
体力ゼロからの行動不能には一部例外もあり、重火器や銃のヘッドショットによるオーバーキルが成功した場合は行動不能にならず即座に後方からリスポーンとなる。しかしあまりに速過ぎるとカウントが0になるまでに読み込みが間に合わず、結果として20秒近く待たされてしまうこともある。
経験値（XP）制度
従来のFPSと同様に敵兵を倒す事で経験値を獲得できる他、敵兵のキルよりも体力がゼロになって行動不能になった味方の蘇生や、拠点を制圧するといった事でより多くの経験値が得られるバランスとなっている。
敵兵のキルよりも蘇生や拠点制圧行為でより多くの経験値が得られるため、勝利を目指すほど互助関係が強くなり、プレイヤー同士の共闘感を味わう事が出来る。
スキルと再スペック制度
プレイヤーは経験値の蓄積によるレベルアップ毎に1スキルポイントが与えられる。このスキルポイントを割り振る事でリロード速度の改善や最大体力の上昇などのステータスアップが可能になる。バージョン2.0以前では新たな銃火器やアタッチメント装備を獲得するのにも必要だった。
ただし、レベル上限により獲得できるポイントに限界があるため、全てのスキルを獲得する事はできない。スタイルに応じた選択と集中が肝となる。
また、選択済みのスキルを変更する場合の救済措置として再スペック制度がある。プレイヤーがゲーム中で獲得した経験値は同額の再スペック値として蓄積され、一定額を消費する事で選択済みのスキルが強制解除され、スキルの割り振りのやり直しが可能になる。
自由にスキルが取得できるわけではなく、下位のスキルを取得して一定のポイントを消費しないと上位のスキルが解除されない。そのため自分にとって不要なスキルであっても、その先に位置するスキルが取得したい場合は問答無用で取得しなければならない。
CP（クレジットポイント）
バージョン2.1から導入された制度。1ゲームごとに獲得した経験値の1.5倍をCPとして獲得。獲得したCPを使用して新たな武器やアタッチメント、装備のアクセサリやデザインを購入することができる。ただし、CPの他にその武器に定められたレベル以上であることが必要となる。
なお、略綬獲得時はそれぞれに定められたCPを獲得できる。自滅2回や地雷10個設置など難易度の低い略綬は安く、1ゲーム35キルや対空砲破壊など難易度の高い略綬は高額に設定されている。
分隊別命令（Fragmentary Order、 FRAGO）と隊長制度
1人の分隊長と7人の分隊員で1ユニットとなる分隊制度が採用されている。分隊員は分隊長の下した分隊別命令に従う事で行為に応じた経験値が2倍になって加算される。
分隊長には分隊別命令の指揮権の他にも航空支援の要請権とリーダーシップボーナスが付加され、付近にいる分隊員は移動速度の上昇といった恩恵を得られる。
また、ゲームモード次第では分隊長とその上位たる小隊長や中隊長が登場し、より強力なリーダーシップボーナス効果と航空支援の要請が可能になる。
クラン制度
一定レベルに達したプレイヤーはクランの作成が可能になる。
クランの参加者はIDの頭に最大3文字のクランタグが表示され、クラン参加者は別の参加者に対してゲームへの招待が可能。招待を経てゲームに参加した場合は、参加者同士が優先的に同じ分隊に配属されるメリットがある。
熟練制度
最大値のレベル70に達した時点で熟練モードになることができる。熟練モードを選択した場合、新たにPMCを選択することができる。熟練した場合、それまでに獲得していた経験値がゼロになり、スキルポイント、再スペックポイントの上限も最初に戻る。武器・アタッチメント・アクセサリは全て売却されクレジットに換金。再スペックポイントやステータスは持越しされる。
また、それ以降のゲームで獲得できる経験値が10%増加する。PMCを移籍した場合は現在所属するクランも自動的に脱退となるが、同じPMCに所属した場合は脱退しない。また、プロフィールに熟練した回数が記された記章が表示される。なお、レベル70になれば何度でも熟練することができるが経験値増加は10%のままになる。
ボイスチャット
PlayStation 3で標準サポートされているため、BluetoothやUSB接続のヘッドセットを使用する事で、音声によるコミュニケーションが可能になる。

## 登場兵器

### RAVEN
APEX100のモデルとなったCIS ウルティマックス軽機関銃を除き（厳密に言えばゴータエリートのモデルとなったSA58はアメリカのDSA社で生産されたFN FALである）、全てヨーロッパ製の銃器である。特にベルギーのFN社とドイツのH&K社の製品が多数登場している。
アサルトライフル
ホリスA3（ステアーAUG A3）
ゴータエリート（SA58）
ATAC2000（FN F2000）
R-553（SIG SG750）
サブマシンガン
F90（FN P90）
ショットガン
ボーデニ12口径（ベネリ・ノヴァ）
マシンガン
APEX100（CIS ウルティマックス100）
APEX100SE
KP45 MG（H&K MG4）
KP21（HK21E）
スナイパーライフル
HM90（H&K MSG90）
Janas SWS（PGM 338）
Kinmark SRS（AMP DSR-1）
AM50（アキュラシーインターナショナル AS50）
サブウェポン
F57（FN Five-seveN）
KP7（H&K MP7）
ロケットランチャー
PzF 3-T200（パンツァーファウスト3）
PzF 3-IT-600G
その他
F34グレネード
MDUスモークグレネード
Argus毒ガスグレネード
レーヴン対人地雷
対戦車地雷

### S.V.E.R.
そのほとんどがロシア（ソ連時代も含む）製の銃器である。しかし、第4弾DLCにて追加された3種類の銃器は全てロシア以外の国のものであり、特にK2が韓国製FPS以外に登場するのは恐らく初めてであると思われる。
アサルトライフル
AK-74u（AKS-74U）
タムセンMk2（大宇 K2）
AG-94（AN-94）
AK-103（AK-103）
サブマシンガン
ピベラ2（PP-19 Bizon）
ショットガン
T-195（TAP TOZ-194）
マシンガン
RTK-74（RPK-74）
RTK-74 VIa
PSK MG（PKM）
Ariet SFW（IMI ネゲヴ）
スナイパーライフル
SASR（SVD）
S-98（SV-98）
ルーバコフSVR（サコー TRG-42）
AGVK（KSVK）
サブウェポン
IZ-443（MP-443）
カーチス45ACP（TDI ベクター）
ロケットランチャー
RPG-7VI（RPG-7）
RPG-7VGII
その他
RGD8 グレネード
VT-4 スモークグレネード
ZX 毒ガスグレネード
セイバー対人地雷
対戦車地雷

### VALOR
アメリカ製の銃器、もしくはアメリカ軍が制式採用しているヨーロッパ製の銃器が大多数を占める。
アサルトライフル
M4A1（M4カービン）
M31 CIR（ブッシュマスターACR）
SFCR LW（FN SCAR-L）
SFCR HW（FN SCAR-H）
サブマシンガン
KP5（H&K MP5）
ショットガン
12口径ポンプアクション（モスバーグM500）
マシンガン
MK46 Mod0（M249）
MK46 Mod1
MK.43 Mod1（M60）
M245（M240B）
スナイパーライフル
MK14 mod 0 EBR（Mk.14 EBR）
L96 AW（L96A1）
センチネルM421（レミントンMSR）
Rollins LRRS（チェイタック M200）
サブウェポン
M9（ベレッタ 92FS）
Hollis MP（B&T MP9）
ロケットランチャー
MK153 Mod 0 SMAW（SMAW ロケットランチャー）
MK153 Mod 2 SMAW
その他
M67グレネード
M18スモークグレネード
N2毒ガスグレネード
ベイラー対人地雷
対戦車地雷

## ゲームモード
演習（チュートリアル）
射撃やしゃがみ動作といった基本操作の他、拠点制圧の方法といったゲームの基礎を学ぶ。
また、ボーナスとして初回のみ経験値を得られる。
鎮圧作戦（64人対戦）
所属PMCメンバー同士による模擬戦を行うルールだったが、アップデートにより他PMCと戦うルールに変更された。
このルールのみ拠点制圧の占領戦ではなく、有限のリスポーンによるチームデスマッチ戦となっている。先に敵チームを殲滅した方が勝利となる。
このモードでは分隊長制度が存在しないため、分隊別命令による経験値ボーナスは得られない(志願することも、役職に就くこともできるが中間地点を設定できる以外は何もできない)。
妨害作戦（64人対戦）
PMCごとに攻守に分かれ、3箇所ある拠点A、B、Cの占領戦を行う。
初期状態ではAとBの2箇所しか拠点が開放されておらず、攻撃側がAとBの両方を同時に占領した時点で3箇所目の拠点が開放される。攻撃側は制限時間内にAおよびB、最終的にC拠点を制圧すれば勝利。防衛側は逆にAおよびB、最終的にCを制限時間いっぱい守りきれば勝利となる。
このモードでは分隊長制度と分隊別命令は存在するが、分隊長による航空支援の要請はできない。
所属PMCによりMAP毎の攻守が固定だったが、アップデートによりすべてのマップで陣営の制限無く戦えるようになった。
襲撃作戦（128人対戦）
PMCごとに攻守に分かれ、2両の特殊車両を巡って攻防を行う。攻撃側は制限時間内に敵陣深くに位置する車両を奪取し、車両を2両とも自陣にある倉庫まで輸送すれば勝利。防衛側は逆に制限時間内に車両が2両とも攻撃側の倉庫に輸送されなければ勝利。
このモードから分隊長および小隊長は航空支援の要請が可能になるが、攻撃側は開始直後は支援を要請しても敵の対空砲によって航空機が撃墜されてしまうため、対空砲を破壊しない限り航空支援は受けられない。
また、マップには防衛側の利用できる施設としてリスポーンポイントにもなるバンカーや車両通行を妨害するバリケード、一定エリア内の敵兵をミニマップに表示するレーダー装置が登場する。各々の施設、装置は攻撃側は破壊が、防衛側は修理が可能。
制圧作戦（256人対戦）
PMCごとに攻守に分かれ、AからHまでの8箇所ある拠点の占領戦を行う。攻撃側は制限時間内にAとB、CとDといった拠点をセットで制圧する事で蓄積されるダメージゲージを満タンにすれば勝利。防衛側は制限時間内にダメージゲージが満タンにならなければ勝利。このモードでも攻撃側は開始直後は敵の対空砲が生きているため対空砲を破壊しない限り航空支援は受けられないが、司令官の出す支援要請は航空機を使わないため開始直後から支援による効果を受けることができる。
このモードでは襲撃作戦でも登場した施設と装置の他、燃焼塔と冷却塔という制圧目標が登場する。AとB、CとDといった燃焼塔をセットで同時制圧する事で冷却塔が開放され、更に特定の冷却塔をセットで制圧する事で最終目標であるAからHまでの拠点が開放される。
殲滅作戦 （128人対戦）
追加パックで追加された新ルール。マップ内のA、B、Cの指揮所を両陣営で奪い合い、敵の戦力ゲージをゼロにした方が勝利する。各陣営の各分隊にAPCが配備されており、マップも広いためAPCでの移動が基本。このルールのマップには迫撃砲のみが存在し、レーダー探知機は存在しないため、小隊長のレーダー探知はできなくなっている。なお、このルールでは3つすべてのマップで陣営の制限無く戦える。（例：セイバーのマップにあるソヴォ高速道路でレーヴンVSベイラーができる。）
転進作戦 （96人対戦）
追加パックで追加された新ルール。唯一の全PMCが参加する三つ巴ルールである。
まずはマップ内のA・B・Cの3つの指揮所を制圧する。一陣営が2つのPMCを制圧すると自動的にDの指揮所を獲得。Dの指揮所が確保されている間はその陣営のエネルギーメーターが上昇する。他陣営はDの指揮所を確保することでリセットとなり再び3つの指揮所を確保する戦いに戻る（それまでに溜められたエネルギーメーターはそのまま）。制限時間内にエネルギーメーターを規定量溜めたチームの勝利（タイムアップの場合貯まっている量が一番多いチームの勝利）。

## 施設
エリア内にはいくつかの施設が点在しており、それらを目標の進行と同時に破壊・防衛していく。攻撃側は施設を破壊することで防衛側の使用を不可能にさせることができる。
バンカー
防衛側のリスポン地点として利用。各分隊に1つずつ支給。内部に入ることで自動的に体力の回復と弾薬の補給が行われる。攻撃側は破壊することで相手の戦線復帰を遅らすことができる。
バンカータレット
バンカーに備え付けられたタレット。1人のみ操作可能。対人用機銃と対車両用ロケットを搭載。タレットのみをロケットランチャーで破壊することも可能。
バリケード
鉄骨で組まれたバリケード。破壊することで車両の進入をしやすくさせる。特に襲撃戦では車両置き場前に多数設置されており、破壊することで輸送車両の確保を容易くさせる。
門
道路や施設を封鎖している門。破壊することで拠点への侵入や車両の進入を容易くさせる。
対空砲
攻撃側航空支援の妨害用対空砲。破壊することで攻撃側の航空支援やパラシュート・ヘリコプターによるリスポンができるようになる。逆に防衛することができれば防衛側が非常に有利となるためゲーム内でも最重要施設と設定され、破壊時の獲得経験値も全施設最大となっている。
迫撃砲
防御側航空支援用の迫撃砲。存在している時のみ防御側は航空支援を行うことができる。
レーダー探知機
防御側探知レーダー。存在している時のみ小隊長のレーダー探知を行うことができる。
車両置き場
防御側軽車両の復活地点。破壊することで防衛側の軽車両復活を阻止することができる。ただし、車両置き場を破壊しても軽車両自体は破壊されない。
橋
攻撃側車両が渡る橋。防衛側が破壊することで車両進入を阻止できる。

## 車両
各モードでは攻撃側・防衛側ともに車両が配給される。なお、相手側の車両に乗り込むことはたとえ無人でもできない。
APC
攻撃側リスポン地点の一つ。主砲と機銃が3つ（前方、後方左、後方右）ついている。乗り込んだ時点で体力の回復と弾薬の補充も可能。装甲も堅く、アサルトライフルやマシンガンでは破壊できない。なお、APCを運転できるのはそのAPCから復活する兵士のみ。それ以外の自軍兵士は砲台と待機席のみ入れる。
ヘリコプター
攻撃側リスポン地点の一つ、対空砲を破壊すると使用可能。レイブン・ベイラーは側面に1つずつ、セイバーは前方に1つの機銃を装備。移動はできないため、場合によってはロケットランチャーの格好の餌食になることも。マシンガンなどでも破壊可能。
軽車両
防衛側車両。車両置き場が破壊されていなければ一定間隔で出現。小回りが利き、速度も出やすいがへり同様装甲は薄い。機銃を装備しており、対人にはかなりの威力を誇る。定員は操縦士+機銃操作者+後部座席3人の5人まで。
輸送車両
襲撃戦のターゲットでもある車両。攻撃側はこれを奪取することが目標となる。装甲も非常に硬く、機銃はオーバーヒートを起こしにくくなっている。